# Kosî, Bârzula
Kosî (în ucraineană Коси) este un sat în comuna Cuialnic din raionul Bârzula, regiunea Odesa, Ucraina.

## Demografie
Componența lingvistică a localității Kosî
     Ucraineană (78,26%)
     Rusă (19,47%)
     Română (2,17%)
Conform recensământului din 2001, majoritatea populației localității Kosî era vorbitoare de ucraineană (78,26%), existând în minoritate și vorbitori de rusă (19,47%) și română (2,17%).